# Bolsje-Bannaja
De Bolsje-Bannaja (Russisch: Больше-Банная) is een ringcomplex van lavakoepels in het zuiden van het Russische schiereiland Kamtsjatka. De groep van Pleistocene andesiete tot ryolietische lavakoepels en Pleistocene en Holocene pyroclastische kegels ligt ten noorden van de rivier de Bannaja en ten zuidwesten van de stad Petropavlovsk-Kamtsjatski. Ten zuidwesten en ten noordwesten van het complex bevinden zich respectievelijk twee en een groep met laat Pleistocene tot Holocene basaltische lavastromen, waarvan de noordwestelijke de jongste bevat. Bolsje-Bannaja vormt het noordelijkste onderdeel van de enorme vroegere caldera van de vroegere vulkaan Karymsjina.

## Heetwaterbronnen
Ten zuiden van de rivier de Bannaja liggen de gelijknamige heetwaterbronnen Bolsje-Bannaja. Deze werden reeds voor de komst van de Russen gebruikt door lokale jagers en inwoners van het dorpje Apatsja vanwege hun medische werking. De eerste Russen die de bronnen beschreven waren 3 Jakoetische kozakken in 1707. Tussen 1737 en 1740 werden ze uitgebreid beschreven door Stepan Krasjeninnikov en eind 19e eeuw en begin 20e eeuw werden ze ook wetenschappelijk beschreven. Volgens verschillende wetenschappers behoort het Bolsje-Bannajaveld tot de grootste heetwaterbrongebieden van Kamtsjatka. In 1961 verrichten geologen er boringen, maar de bovenzijde van pijpen bleek niet bestand tegen het aanwezige calciet, waardor obstructie ontstond van de pijpen. De boringen werden gestaakt en de voor de geologen gebouwde nederzetting weer verlaten en geleidelijk aan volledig verwoest door de natuur. De bronnen raakten min of meer uit de belangstelling en werden alleen nog door toeristen bezocht. In de jaren 80 werden ze uitgeroepen tot natuurmonument. In 2004 werd door Russische wetenschappers voor het eerst een gedetailleerde kaart gemaakt van de locatie met alle bronnen die konden worden gevonden (ongeveer 70), hun namen (waar bekend) en de temperatuur van het water.